# WhiteAway
whiteaway.com A/S er en aarhusiansk gazellevirksomhed, der bl.a. sælger hårde hvidevarer og køkkenudstyr på internettet.

## Stiftelse
Ahvidevarer.dk bliver i 2003 startet af Johannes Gadsbøll, Esben Gadsbøll og Jesper Bang, som i 2006 bliver til et anpartsselskab. I 2007 bliver Ib Nørholm, der bl.a. har stiftet Japan Photo og SUMOpix, bestyrelsesformand og partner i spænd med at navneforandringen fra Ahvidevarer.dk ApS til whiteaway.com A/S samt ændringen fra anpartsselskab til aktieselskab finder sted. I 2008 går den nye hjemmeside under navnet whiteaway.com live.

## Navnet whiteaway
Navnet whiteaway er opfundet på baggrund af ordene ”white goods”, som på engelsk betyder hårde hvidevarer, samt ”right away” (dansk: med det samme el. lige straks), som skal udtrykke en ønsket hurtig levering af hvidevarer. 

## Årets hvidevarebutik
I 2009 og i 2010 bliver whiteaway.com kåret som årets hvidevarebutik af prissammenligningstjenesten PriceRunner.  

## Udvidelse til Norden
I 2010 udvides der til Sverige med whiteaway.se. I 2011 udvides der yderligere til Norge med whiteaway.no.

## Gazellevinder
14. august 2011 kårer Dagbladet Børsen whiteaway.com A/S som årets gazellevinder i Region Midtjylland og på landsplan. 

## Cykler
Juni 2013 åbner whiteaway.com op for salg af cykler.

## Fodnoter
1. ↑  Om WhiteAway.com
2. ↑  PriceRunner.dk: De mest populære butikker i 2009 (Webside ikke længere tilgængelig)
3. ↑  PriceRunner.dk: De mest populære butikker i 2010 (Webside ikke længere tilgængelig)
4. ↑  "Børsen.dk: WhiteAway vil vokse uden for Danmark". Arkiveret fra originalen 12. maj 2013. Hentet 6. juni 2013.